# تود أ. كيسلر
تود أ. كيسلر (بالإنجليزية: Todd A. Kessler)‏ هو كاتب سيناريو ومخرج أمريكي، ولد في 19 يونيو 1979 في برازيليا في البرازيل.

## وصلات خارجية
- تود أ. كيسلر على موقع IMDb (الإنجليزية)
- تود أ. كيسلر على موقع ألو سيني (الفرنسية)
- تود أ. كيسلر على موقع قاعدة بيانات الفيلم (الإنجليزية)
- تود أ. كيسلر على موقع كينوبويسك (الروسية)